# Martino Gamper
(Martino Gamper)
Martino Gamper (Merano, 1971) è un designer italiano.
Ha studiato a Vienna, dove si è laureato all'Accademia di Belle Arti. Dopo gli studi ha lavorato per un breve periodo a Milano, prima di trasferirsi a Londra (1998), dove vive e opera.
Deve la sua notorietà internazionale al progetto 100 Chairs in 100 Days and its 100 Ways, cominciato nel 2005: specializzato nel riutilizzo di materiali inutilizzati, ha raccolto 100 sedie gettate via, smontandole per rimontarle poi in nuove combinazioni. Dall'esperienza è stato tratto un libro con lo stesso titolo (ISBN 9780955709814).
È sposato con la scultrice neozelandese Francis Upritchard, con cui ha spesso collaborato.

## Mostre
- 100 Chairs en 100 Jours, Eglise Saint-Pierre. 24 novembre 2010 – 27 febbraio 2011. Englise Saint-Pierre, Site Le Corbusier de Firminy.
- 100 Chairs in 100 Days, Triennale Design Museum. 6 ottobre – 8 novembre 2009. Triennale Design Museum, Milano
- Super Contemporary. 3 giugno – 4 ottobre 2009. Design Museum, Londra
- Tu casa, mi casa. 9 novembre 2013 - 25 gennaio 2014. The Modern Institute, Glasgow.
- Monacopolis. 19 gennaio - 12 maggio 2013. The Nouveau Musée National de Monaco.
- Martino Gamper. Design is a State of Mind. 5 marzo 2014 – 18 maggio 2014 Serpentine Galleries, Londra; in seguito 22 ottobre 2014 - 22 febbraio 2015 alla Pinacoteca Giovanni e Marella Agnelli, e poi 6 giugno - 13 settembre 2015 a Museion, Bolzano.